# Косары
 Косары  — деревня в Кирово-Чепецком районе Кировской области в составе Чувашевского сельского поселения.

## География
Расположена на расстоянии примерно 35 км на восток-юго-восток по прямой от центра района города Кирово-Чепецк.

## История
Известна с 1764 года как займище Над речкой Пыжею с населением 41 человек. В 1873 году в деревне Над речкой Пыжей (Косари) дворов 8 и жителей 70, в 1905 8 и 48, в 1926 (Косаревская) 12 и 68, в 1950 (Косары) 9 и 27, в 1989 году уже не было постоянных жителей. 

## Население
Постоянное население не было учтено как в 2002 году, так и в 2010.